# Фањани Нуова (Пескара)
Фањани Нуова (итал. Fagnani Nuova) је насеље у Италији у округу Пескара, региону Абруцо.
Према процени из 2011. у насељу је живело 19 становника. Насеље се налази на надморској висини од 126 м.